# Роландо Фонсека
Роландо Фонсека Хіменес (ісп. Rolando Fonseca Jiménez; нар 6 червня 1974, Сан-Хосе) — колишній костариканський футболіст. Нападник, відомий за виступами за «Алахуеленсе» і збірну Коста-Рики, найкращий бомбардир в її історії.

## Біографія
Фонсека дебютував за «Сапріссу» в чемпіонаті Коста-Рики в 1991 році в матчі проти команди «Лімоненсе». Перший гол у кар'єрі він забив 28 серпня того ж року.
За свою тривалу кар'єру Фонсека став другим в історії центральноамериканським футболістом, після гватемальця Хуана Карлоса Плати, який зумів забити понад 300 голів за клуби та національну збірну. Фонсека в 159 матчах чемпіонату Гватемали зумів забити 94 голи, ставши другим бомбардиром в історії клубу «Комунікасьйонес».
У складі національної збірної Роландо двічі грав на Кубку Америки — в 1997 і 2001 роках. В останньому випадку костариканці зуміли вийти в 1/4 фіналу. Такого ж результату Фонсека домігся на Золотому кубку КОНКАКАФ у 2007 році, а у 2003 році зайняв зі своєю збірною 4-те місце на головному турнірі для північноамериканських збірних.
У 2002 році Фонсека взяв участь у 2 з 3 матчів групового етапу чемпіонату світу. Незважаючи на досить яскраву гру, костариканці поступилися місцем в 1/8 фіналу збірній Туреччини лише через гіршу різницю забитих і пропущених м'ячів. Самі турки (з якими Коста-Рика зіграла внічию 1:1) у підсумку посіли третє місце на турнірі, а фаворит цієї групи — Бразилія — виграла мундіаль.
З 1992 по 2011 рік Роландо Фонсека відзначився 47-ма забитими голами в 113 матчах за збірну Коста-Рики.

## Досягнення
- Володар Кубка чемпіонів КОНКАКАФ (3): 1993, 1995, 2004
- Чемпіон Коста-Рики (5): 1989, 1993/94, 1994/95, 2002/03, 2004/05
- Чемпіон Гватемали (5): 1998/99, 1999 (Апертура), 2003 (Клаусура), 2008 (А), 2010 (А)
- Переможець Кубка центральноамериканських націй: 1997, 1999, 2003, 2007
- Срібний призер Золотого кубка КОНКАКАФ: 2002
- Найкращий бомбардир в історії збірної Коста-Рики: 47 голів

## Статистика
У даній таблиці представлені результати в національних чемпіонатах. Крім цього, Фонсека забивав голи у національних і міжнародних кубкових турнірах. Всього на його рахунку 403 забитих за кар'єру голи.
| Турнір               | Ігри | Голи |
| -------------------- | ---- | ---- |
| Чемпіонат Коста-Рики | 208  | 119  |
| Чемпіонат Гватемали  | 159  | 94   |
| Чемпіонат Мексики    | 39   | 14   |
| Чемпіонат Колумбії   | 34   | 7    |
| Збірна Коста-Рики    | 113  | 47   |
| Разом                | 553  | 281  |